# Списи федералиста
Федералистички списи (енгл. The Federalist Papers) су скуп 85 чланака и есеја који су написли Александар Хамилтон, Џејмс Медисон и Џон Џеј под псеудонимом Публије (ориг. „Publius”) како би промовисали ратификацију Устава Сједињених Америчких Држава. Колекција је била позната под називом The Federalist док се није појавило ново име The Federalist Papers у 20. веку. 
Првих 77 есеја је објављивано периодично у Independent Journal-у, New York Packet-у и The Daily Advertiser-у између октобра 1787. и априла 1788. године. Издавачка кућа J. & A. McLean је у марту и мају 1788. године објавила двотомску компилацију ових 77 есеја и још 8 других под називом Федералист: Колекција есеја, написаних у корист новог устава, како је договорено на Уставотворној скупштини САД-а 17. септембра 1787.  Последњих осам есеја су поново објављени у њујоршким новинама између 14. јуна и 16. августа 1788. године.

Аутори Федералистичких списа су имали намеру да утичу на гласаче да гласају у корист ратификације устава. У Федералисту бр. 1, они експлицитно постављају дебату у широким политичким појмовима:
Често је оцењено, да изгледа да је поверено људима ове државе, њиховим понашањем и примером, да одлуче о важном питању, да ли су људска друштва заиста способна или нису да успоставе добру владавину помоћу рефлекције и избора, или је предодређено да они заувек зависе, због њихових политичких устава, од случајности и силе.
Федералист бр. 10 се генерално сматра најбитнијим од 85 чланака из филозофске перспективе. У Њему, Медисон дискутује о начинима спречавања владавине већинске факције и заступа велику, трговачку републику. Ово је допуњено у Федералисту бр. 14 у којем медисон одмерава Сједињене Државе, проглашава их прикладним за проширену републику и закључује са одбраном уставне и политичке креативности уставотворне скупштине САД-а (на енглеском позната и као Federal Convention). У Федералисту бр. 84, Хамилтон тврди да нема потребе да се Устав допуњава Повељом о правима, инсистирајући да разне провизије у предложеном Уставу штите слободу колико и „повеља о правима”. Федералист бр. 78, који је такође написао Хамилтон, поставља темељ за доктрину судског надзора федералних закона и извршних наређења од стране федералних судова. Федералист бр. 78 представља Хамилтонову визију о једном човеку на врху извршне власти. У Федералисту бр. 39, Медисон представља најјасније излагање о ономе што ће се звати „федерализам” у САД-у. У Федералисту бр. 51, Медисон пише о аргументима за провере и уравнотеженост власти у есеју који се често цитира због своје карактеризације владе као „највеће од свих рефлекција о људској природи”.
Према историчару Ричарду В. Морису, есеји који чине Списе Федералиста су „непроцењиво излагање Устава, класик у политичким наукама и непревазиђени и у дубину и у ширину од стране било ког каснијег америчког аутора.”
21. jуна 1788. године, предложени Устав САД-а је ратификован од стране минималних девет држава што је било неопходно по Члану 7. Крајем јула 1788. године, када је једанаест савезних држава ратификовало устав, процес организовања нове владе је почео.

## Историја

### Почеци
Уставотворна скупштина је послала предложени Устав Конгресу Конфедерације, који га је проследила савезним државама на ратификацију крајем септембра 1787. године. 27. септембра 1787, „Катон” (ориг. Cato) се први појавио у њујоршкој штампи критикујући предлог; „Брут” (ориг. Brutus је наставио 18. октобра 1787. Ови и други чланци и отворена писма критична према новом Уставу ће касније бити познати као Списи Анти-федералиста. Као одговор, Александар Хамилтон је одлучио да покрене одмерену одбрану и опширно објашњавање предложеног Устава људима Њујорка. Написао је у Федералисту бр. 1 да ће серија списа "настојати да да задовољавајућ одговор свим примедбама које су се појавиле, а које су можда доспеле до Ваше пажње."
Хамилтон је нашао сараднике за пројекат. Позвао је Џона Џеја, који се након четири есеја (Федералист бр. 2-5) разболео и допринео још само један есеј (Федералист бр. 64) серији. Џеј је такође представио своје ставове у памфлету у пролеђе 1788, Обраћање људима државе Њујорк (енг. An Address to the People of the State of New-York); Хамилтон га је цитирао у позитивном контексту у Федералисту бр. 85. Џејмс Медисон, присутан у Њујорку као делегат Вирџиније на Уставотворној скупштини, је позван од стране Хамилтона и Џеја и постао је главни Хамилтонов сарадник. Говернер Морис и Вилијам Дер су такође разматрани. Међутим, Морис је одбио позив, а Хамилтон је одбио три есеја које је Дер написао. Дер је касније писао подржавајући три аутора Федералиста под именом „Philo-Publius”, у преводу „Пријатељ Публија”.
Александар Хамилсон је одабрао псеудоним "Публије". Многи други комади с обе стране дебате о Уставу су писани под римским именима, а историчар Алберт Фартвонглер сматра да "'Публије је изнад 'Цезара' или 'Брута' или чак 'Катона'. Публије Валерије је помогао при оснивању старог Рима. Његово познатије име, Публикола, значи 'пријатељ народа'. То није био први пут да Хамилтон користи овај псеудоним: 1778, користио га је да нападне федералисту Семјуела Чејса, откривајући да је Чејс искористио знање стечено у Конгресу да покуша да успостави доминацију над тржиштом брашна.

### Ауторство
У време објављивања, аутори Списа Федералиста су покушали да сакрију своје идентитете зато што су Хамилтон и Медисон присуствовали скупштини. Међутим, проницљиви посматрачи су тачно одредили идентитете Хамилтона, Медисона и Џеја. Аутентичност аутора Списа Федералиста није увек била јасна. Након што је Хамилтон преминуо 1804. године, појавила се листа која тврди да је он сам написао две трећине есеја Федералиста. Неки верују да је ове есеје написао Џејмс Медисон (бр. 49–58 и 62–63). Академска истраживања Дагласа Едера 1944. године претпостављају овакво ауторство, које поткрепљује и компјутерска анализа текста из 1964. године:
- Александар Хамилтон (51 чланак: бр. 1, 6–9, 11–13, 15–17, 21–36, 59–61, и 65–85)
- Џејмс Медисон (29 чланака: бр. 10, 14, 18–20,[12] 37–58 и 62–63)
- Џон Џеј (5 чланака: бр. 2–5 и 64).

За шест месеци, три човека су написала укупно 85 чланака. Хамилтон, који је био водећи заступник националне уставне реформе 1780-тих и један од три представника Њујорка на Уставотворној скупштини, 1789. је постао први Министар финансија САД-а, што је позиција на којој је био до своје оставке 1795. године. Медисон, који се данас сматра оцем Устава — упркос свом одбијању те части током живота, постао је водећи члан Представничког дома САД-а из Вирџиније (1789-1797), Државни секретар (1801–1809) и коначно четврти председник Сједињених Америчких Држава (1809–1817). Џон Џеј, који је био секретар за спољне послове по Уговору о конфедерацији од 1784. до његовог истека у 1789, постао је први Врховни судија Сједињених Америчких Држава 1789. године, а дао је оставку 1795. године да би прихватио избор у гувернера Њујорка, позиција на којој је био у два мандата, до пензије 1801. године.

## Структура и садржај
У Федералисту бр. 1 Хамилтон је навео шест тема које ће бити покривене у наредним чланцима:
1. „Корист Уније Вашем политичком просперитету” – покривене у бр. 2 до бр. 14
2. „Недовољност тренутне Конфедерације да сачува ту Унију” – покривене у бр. 15 до бр. 22
3. „Неопходност владе која је барем подједнако енергична као предложена за постизање овог циља” – покривене у бр. 23 до бр. 36
4. „Усклађеност предложеног устава правим принципима републиканске владе” – покривене у бр. 37 до бр. 84
5. „Њена аналогија са уставом Ваше државе” – покривене у бр. 85
6. „Додатна сигурност коју ће његово усвајање омогућити очувању те врсте власти, слободи и просперитету” – покривене у бр. 85.[16]

Фартвонглер бележи да како је серија расла, овај план се донекле променио. Четврта тема се проширила у детаљан преглед појединачних чланова Устава и институција које он поставља, док су последње две теме једва додакнуте у последњем есеју.
Радови се такође могу поделити по аутору као и по теми. На почетку серије, сва три аутора су доприносила; од првих двадесет радова Хамилтон је написао једанаест, Медисон пет и Џеј четири. Остатак серије, међутим, доминирају три дугачка сегмента истог писца: бр. 21 до 36 је написао Хамилтон, бр. 37 до 58 Медисон, написани док је Хамилтон био у Олбанију, а од бр. 65 па надаље је написао Хамилтон, објављени након што је Медисон отишао за Вирџинију.